# Rivolta bosniaca (1831-1832)
La rivolta bosniaca del 1831-1832 fu una rivolta della classe dominante ottomana in Bosnia contro la politica di riforme amministrativo-territoriali promosse dal sultano Mahmud II. Inizialmente favorevole agli insorti, il conflitto venne vittoriosamente chiuso dagli ottomani dopo una battaglia presso Sarajevo nel 1832 a causa del mancato supporto fornito ai bosniaci dalla nobiltà dell'Herzegovina.